# 侯殿邦
侯殿邦，字晋锡，号肤公，河南仪封县隐贤乡（今河南兰考红庙镇洛阳宫）人，清朝政治人物。
順治十八年（1661年），登辛丑科進士，授直隸真定縣知縣。